# Alberdi (departement)
Alberdi is een departement in de Argentijnse provincie Santiago del Estero. Het departement (Spaans:  departamento) heeft een oppervlakte van 13.507 km² en telt 15.617 inwoners.

## Plaatsen in departement Alberdi
- Agustina Libarona
- Campo Gallo
- Coronel Manuel Leoncio Rico
- Donadeu
- El Setenta
- Huachana
- Las Carpas
- Sacháyoj
- San Gregorio
- Santos Lugares
- Villa Palmar